# Harry Pillsbury
Harry Nelson Pillsbury (ur. 5 grudnia 1872 w Somerville, zm. 17 lipca 1906 w Filadelfii) – amerykański szachista.

## Życiorys
Pod koniec XIX wieku Pillsbury uczestniczył w wielu turniejach z udziałem czołowych szachistów świata. W kwietniu 1892 wygrał mecz z mistrzem świata Wilhelmem Steinitzem 2–1 (grał z handicapem jednego piona). W 1895 odniósł swój największy sukces, wygrywając najsilniejszy turniej XIX wieku w Hastings, w którym wyprzedził m.in. mistrzów świata Wilhelma Steinitza i Emanuela Laskera. Był mistrzem Stanów Zjednoczonych w latach 1897–1906.
Słynął z umiejętności gry na ślepo. W 1900 rozegrał symultanę przeciwko 20 najsilniejszym szachistom klubu Franklin Chess w Filadelfii, w czternastu partiach wygrywając, w pięciu remisując, a tylko w jednej przegrywając. W 1902 w Hanowerze spotkał się z 21 przeciwnikami, z którymi uzyskał 8½ pkt (+3 =11 –7).
Według retrospektywnego systemu Chessmetrics, najwyżej sklasyfikowany był w styczniu 1903, zajmował wówczas 1. miejsce na świecie.
Harry Pillsbury był słabego zdrowia, zmarł przedwcześnie w wieku 33 lat na kiłę. Został pochowany na cmentarzu Laurel Hill Cemetery w Reading.